# Grupo Imagen
Grupo Imagen är ett mexikanskt mediekonglomerat som ägs av Grupo Empresarial Ángeles,  det är det tredje största medieföretaget i Mexiko, bara efter TV Azteca och Televisa. Den har två nationella tv-kanaler, Imagen Televisión och Excélsior TV och radiostationen Imagen Radio, De två nätverken har sändare i de flesta större och mindre städer. dess fantastiska program är Noticias Imagen.

## Kanaler
- Imagen Televisión
- Excélsior TV